# Polycarpa ehrenbergi
Polycarpa ehrenbergi is een zakpijpensoort uit de familie van de Styelidae. De wetenschappelijke naam van de soort is voor het eerst geldig gepubliceerd in 1916 door Hartmeyer.